# 烈士
烈士（れっし）とは、節義の堅い、名誉のために殉じる人物のこと（『史記』李斯列伝、伯夷列伝）。また、革命や維新などにおいて戦い功績を残し、犠牲となった人物またはその人物の称号をいう。
幕末の日本においては、志士（義士）のうち、特に生命を危険にさらしたり、犠牲を払った人物を指す。志士そのものをいう場合も多い。桜田門外の変に加わった水戸藩や薩摩藩の浪士を桜田烈士と呼称する例がある。また、尊皇攘夷や明治維新に貢献した志士全体を指して幕末烈士という概念が用いられることもある。

## アジア諸国での事例
このほか、近代から現代にかけて、烈士の呼称は漢字語彙を使用する漢字文化圏諸国では広く使われている。いずれも自らの生命とひき替えに国家、民族や特定政党の利益を守った人物を呼ぶ点で共通している。大韓民国では柳寛順、安重根など独立運動に参加して犠牲になった英雄を独立烈士または愛国烈士と呼ぶ。また革命によって建国を果たした中華民国、中華人民共和国、朝鮮民主主義人民共和国（北朝鮮）、ベトナムでは革命烈士の称号が制度化されており、うち北朝鮮では建国前の犠牲者を革命烈士、建国後の犠牲者を愛国烈士と呼び分けている。中国では2018年成立の英雄烈士保護法があり、その氏名・肖像・名誉及び栄誉は、法律により保護されることになっている。アメリカに移住した芸術家の高兟は、2024年に中国に帰省した際に、同法成立以前に弟と文革批判として制作した”懺悔する毛沢東”の彫刻が理由となって逮捕されている。
現在でも普通名詞として使用されることがあるが、「生命を賭ける」意味合いは薄れている。最近では、第2回WBCの日本戦で活躍した韓国の奉重根に、安重根にあやかって「奉重根烈士」と名づけられた例がある。

### 烈士の陵墓の例

#### 日本
- 元治甲子殉難烈士墓所
- 伏見寺田屋殉難九烈士之墓

#### 中華人民共和国
- 広州起義烈士陵園
- 井岡山革命烈士陵園
- 航空烈士公墓

#### 中華民国
- 国民革命忠烈祠
- 高雄市忠烈祠

#### 朝鮮民主主義人民共和国（北朝鮮）
- 愛国烈士陵
- 大城山革命烈士陵